# Apion urticarium
Apion urticarium är en skalbaggsart som först beskrevs av Herbst 1784.  Apion urticarium ingår i släktet Apion, och familjen spetsvivlar. Arten är reproducerande i Sverige.